# Thierno Bâ
Ne doit pas être confondu avec Thierno Bah.
Pour les articles homonymes, voir Ba (nom de famille).
Thierno Ba,  né à Mbam Toucouleur, département de Foundiougne, (Sénégal) le 15 octobre 1926 et mort à Dakar le 7 mars 2010, est un syndicaliste, écrivain et homme politique sénégalais qui marqua l'histoire de son pays avant et après l'indépendance (1960).

## Formation
Issu de l'École normale William-Ponty de Sébikotane, il poursuit sa scolarité au lycée Van Vollenhoven de Dakar, puis devient instituteur.

## Politique
Sous la présidence d'Abdou Diouf, il rejoint le 3 avril 1983, en tant que secrétaire d’État auprès du Ministre de la Fonction Publique, de l’Emploi et du Travail chargé de l’Emploi, le premier gouvernement formé par Moustapha Niasse. Le 4 janvier 1985 il est nommé ministre de la Santé.

## Littérature
La pièce de théâtre Lat Dior ou le chemin de l'honneur : drame historique en huit tableaux est l'œuvre la plus connue de Thierno Bâ. Il l'a écrite avant l'indépendance et d'abord publiée à compte d'auteur, puis en 1975 aux Nouvelles éditions africaines (NEA).
Il écrit également d'autres pièces : Delo, Galang Galang, Bilbassy (1980) ; un ballet (Cingal, l'antilope sacrée) ; des nouvelles : La route enchantée suivie de La chanson des kobis (1994).